# 董贝父子
《董貝父子》（Dombey and Son），是狄更斯的作品，1846年開始創作，1848年完成，是他寫作生涯的代表作，與他前期作品中存在著結構鬆散的缺點有很大不同，代表他的作品已達到成熟境界。

## 内容简介
這部小說描繪了19世紀英國工业社會中各個相互聯繫的側面，有富可敵國的大資本家，有被資本家排擠的小商家，也有在生存線邊緣苟活的乞丐。主角董貝先生是英國倫敦一個從事批發、零售和出口事業的公司的老板，他擁有巨大的財富，成了一位驕傲的人物，但他卻無法跟自己的子女相處，無法了解子女們想要的是什麼，造成了家庭悲劇，只有在他破產的時候，才得到了寶貴的父女之愛。